# Jerringpriset
Lo Jerringpriset è un premio sportivo annuale assegnato al miglior atleta svedese di qualsiasi disciplina.
Viene assegnato da Radiosporten, un programma di sport trasmesso sulla Sveriges Radio, la radio nazionale svedese.

## Albo d'oro
- 1979 - Ingemar Stenmark, sci alpino
- 1980 - Ingemar Stenmark, sci alpino
- 1981 - Annichen Kringstad, orienteering
- 1982 - IFK Göteborg, calcio
- 1983 - Mats Wilander, tennis
- 1984 - Gunde Svan, sci di fondo
- 1985 - Gunde Svan, sci di fondo
- 1986 - Tomas Johansson, lotta olimpica
- 1987 - Marie-Helene Östlund, sci di fondo
- 1988 - Tomas Gustafson, pattinaggio
- 1989 - Jan Boklöv, salto con gli sci
- 1990 - Nazionale di pallamano della Svezia
- 1991 - Pernilla Wiberg, sci alpino
- 1992 - Pernilla Wiberg, sci alpino
- 1993 - Torgny Mogren, sci di fondo
- 1994 - Nazionale di calcio della Svezia
- 1995 - Annika Sörenstam, golf
- 1996 - Ludmila Engquist,  atletica
- 1997 - Magdalena Forsberg, biathlon
- 1998 - Magdalena Forsberg, biathlon

- 1999 - Ludmila Engquist,  atletica
- 2000 - Magdalena Forsberg, biathlon
- 2001 - Magdalena Forsberg, biathlon
- 2002 - Carolina Klüft, atletica
- 2003 - Annika Sörenstam, golf
- 2004 - Stefan Holm, atletica
- 2005 - Tony Rickardsson, motociclismo
- 2006 - Susanna Kallur,  atletica
- 2007 - Zlatan Ibrahimović, calcio
- 2008 - Charlotte Kalla, sci di fondo
- 2009 - Helena Ekholm, biathlon
- 2010 - Therese Alshammar, nuoto
- 2011 - Rolf-Göran Bengtsson, equitazione
- 2012 - Lisa Nordén, triathlon
- 2013 - Henrik Stenson, golf
- 2014 - Sarah Sjöström, nuoto
- 2015 - Sarah Sjöström, nuoto
- 2016 - Peder Fredricson, equitazione
- 2017 - Peder Fredricson, equitazione